# Veia Surmirana
Die Veia Surmirana ⓘ (rätoromanisch im Idiom Surmiran für «Oberhalbsteiner Wanderweg») ist ein signalisierter Wanderweg im Kanton Graubünden, der auf dem Julierpass beginnt, durch das gesamte Surses führt und bei Thusis im Domleschg endet.
Die Veia Surmirana wird von der Bündner Arbeitsgemeinschaft für Wanderwege (BAW) gepflegt. Sie hat einen mittleren Schwierigkeitsgrad und ist auf vier Tagestouren angelegt.
Etappenorte sind die Alp Flix, Salouf, Obermutten und Thusis.

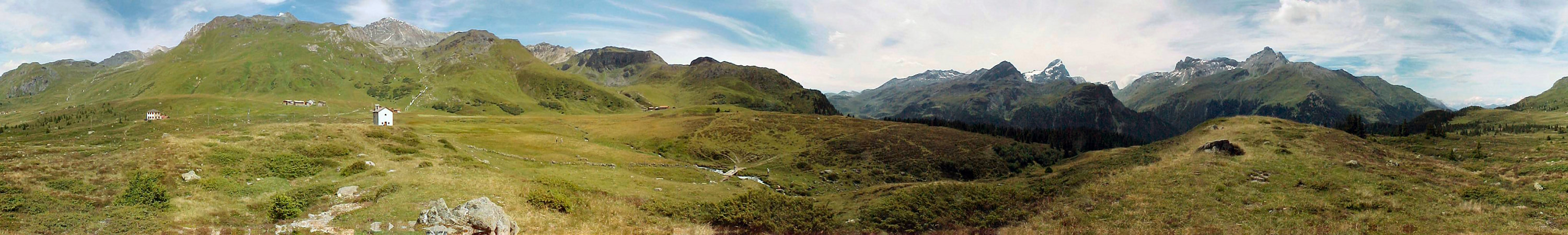
Die Veia Surmirana auf der Alp Flix